# Brigada 38 Infanterie (1916-1918)
Brigada 38 Infanterie a fost o mare unitate de nivel tactic, care s-a constituit la 14/27 august 1916 prin mobilizarea unor unități și subunități de rezervă, din compunerea Comandamentului IV Teritorial: Regimentul 53 Infanterie - (Iași) și Regimentul 65 Infanterie - (Vaslui). Brigada a făcut parte din organica  Diviziei 8 Infanterie.:p. 92
La intrarea în război, Brigada 38 Infanterie a fost comandată de colonelul Nicolae Rujinschi. În urma reorganizării armatei de la începutul anului 1917, brigada a fost desființată, regimentele componente au fost contopite în Regimentul 53/65 Infanterie, care a intrat în organica Brigăzii 27 Infanterie.

## Participarea la operații

### Campania anului 1916
În campania anului 1916 Brigada 38 Infanterie a participat la acțiunile militare în dispozitivul de luptă al Diviziei 8 Infanterie participând la Ofensiva în Transilvania, Operația de apărare a trecătorilor, Prima bătălie de la Oituz, A doua bătălie de la Oituz și Bătălia pentru București.

## Ordinea de bătaie

### La mobilizarea din 1916
La declararea mobilizării, la 27 august 1916, Brigada 38 Infanterie a făcut parte din compunerea de luptă a Diviziei 8 Infanterie, alături de Regimentul 8 Vânători, Brigada 15 Infanterie, Brigada 16 Infanterie și Brigada 8 Artilerie. Ordinea de bătaie a brigăzii era următoarea:
- Brigada 38 Infanterie

- Regimentul 53 Infanterie
- Regimentul 65 Infanterie

## Comandanți
- Colonel Nicolae Rujinschi